# 2012年国家大呼拉尔选举
2012年国家大呼拉尔选举於2012年6月28日舉行，共選出76名新任国家大呼拉尔委员。該次選舉的主要議題為開採礦產後產生的貪腐問題。 
国家大呼拉尔76席中的48席由26個地方選區以直選產生，28席根據各政黨得票比例分配。
同時舉行的還有烏蘭巴托市議員選舉。